# NGC 2180
NGC 2180 est un amas ouvert, situé dans la constellation d'Orion. Il a été découvert par l'astronome germano-britannique William Herschel en 1784.
NGC 2180 est à environ 910 pc (∼2 970 al) du système solaire et les dernières estimations donnent un âge de 710 millions d'années. La taille apparente de l'amas est de 6,0 minutes d'arc, ce qui, compte tenu de la distance, donne une taille réelle maximale d'environ 5,2 années-lumière.